# 材料の構成式
材料の構成式（ざいりょうのこうせいしき、英: constitutive equation of materials）とは、物体を構成する物質の外的作用に対する応答特性を表現する関係式である。構成方程式は物質の特性を反映する関係式であるため、材料定数と呼ばれる物性量が必ず含まれている。現実の物質は離散的な原子や分子の集まりであるが、構成方程式はこれらの詳細には立ち入らず連続体として理想化した場合における物理量の間の関係を記述する。材料力学においては物質の力学的特性、すなわち、外力に対する変形を表現する応力-歪みの関係式が構成方程式と呼ばれる。より広くは電磁気的な関係まで含めて構成方程式と呼ばれるが、熱力学的な関係を含む場合は状態方程式と呼び分けられる。
構成方程式は構成法則と呼ばれることもあるが、構成方程式の形は運動方程式などの基本原理から導かれるものではなく、実験に基づいた応答を現象論的に数理モデル化したものが多いことから、構成モデルとも呼ばれる。一方で、物質の微視的構造に着目して、変形の素過程に立ち返って構築された構成式もある。

## 構成則が具備すべき性質

### 物質客観性の原理
材料固有の性質は観測者（標構）によらず不変である。これを物質客観性の原理、あるいは物質標構無差別性の原理という。例えば、ある配置での構成式を形式的に
{\displaystyle {\boldsymbol {\sigma }}={\boldsymbol {\mathcal {F}}}({\boldsymbol {F}})}
と書く。ここで、σ はコーシー応力テンソル、F は変形勾配テンソルであり、F は材料の構成関係を表すテンソル値テンソル関数である。物質客観性の原理を満たすためには、観測者の変化に対して構成式は不変でなければならない。言い換えれば、上式を考えた配置に対して剛体並進・回転だけの付加的な運動が生じても、関数 F の形は変わらないものでなければならない。直交テンソル Q ∈ SO(ndim) により表される剛体回転の運動を考えると、この剛体回転が生じた後の配置でのコーシー応力テンソル σ* と F* はそれぞれ
{\displaystyle {\boldsymbol {\sigma }}^{\ast }={\boldsymbol {Q}}{\boldsymbol {\sigma }}{\boldsymbol {Q}}^{\mathrm {T} },\quad {\boldsymbol {F}}^{\ast }={\boldsymbol {Q}}{\boldsymbol {F}}}
となる。物質客観性の原理を満たすためには、剛体回転後の配置におけるこれらふたつの量に対する構成式は
{\displaystyle {\boldsymbol {\sigma }}^{\ast }={\boldsymbol {\mathcal {F}}}({\boldsymbol {F}}^{\ast })\quad \rightleftharpoons \quad {\boldsymbol {Q}}{\boldsymbol {\mathcal {F}}}({\boldsymbol {F}}){\boldsymbol {Q}}^{\mathrm {T} }={\boldsymbol {\mathcal {F}}}({\boldsymbol {Q}}{\boldsymbol {F}})}
でなければならない。
|                          | 物質客観性をもつ                                                                                  | 物質客観性をもたない                                                    |
| ------------------------ | ------------------------------------------------------------------------------------------------- | ----------------------------------------------------------------------- |
| 変形に関するテンソル     | 左ストレッチテンソル 左コーシー・グリーンテンソル                                                 | 変形勾配テンソル 右ストレッチテンソル 右コーシー・グリーンテンソル      |
| 応力に関するテンソル     | コーシー応力テンソル                                                                              | 第1ピオラ・キルヒホッフ応力テンソル 第2ピオラ・キルヒホッフ応力テンソル |
| ひずみに関するテンソル   | アルマンジひずみテンソル                                                                          | グリーン・ラグランジュひずみテンソル                                    |
| 変形速度に関するテンソル | 変形速度テンソル                                                                                  | 速度勾配テンソル スピンテンソル                                         |
| 応力速度に関するテンソル | ヤウマン応力速度テンソル オルドロイド応力速度テンソル 相対第2ピオラ・キルヒホッフ応力速度テンソル |                                                                         |

## 構成則の分類
以下、τ をせん断応力、γ をせん断ひずみ、 = dτ/dt をせん断応力速度、 = dγ/dt をせん断ひずみ速度とおく。
弾性体
フックの法則に従う最も一般的な固体の構成式である。G は横弾性係数と呼ばれる。
{\displaystyle \tau =G\gamma }
粘性体
ニュートンの粘性法則に従う最も一般的な流体の構成式である。η は粘性係数と呼ばれる。
{\displaystyle \tau =\eta {\dot {\gamma }}}
塑性体
理想的な塑性体では、応力が常にせん断降伏応力 k という材料定数に一致する。
{\displaystyle \tau =k}
上記の3つはいわば理想体であり、実在する材料に近づけるために、これらを組み合わせて様々なモデルが考えられている。
弾塑性体
サンブナンの固体
{\displaystyle \tau ={\begin{cases}G\gamma &(\gamma <k/G)\\k&(\gamma \geq k/G)\end{cases}}}
硬化塑性体
{\displaystyle \tau =k+H\gamma }, H : 定数
粘塑性体
ビンガムの固体ともいう。
{\displaystyle \tau =k+\eta {\dot {\gamma }}}
粘弾性体
マックスウェルの固体
応力緩和を表す。
{\displaystyle {\dot {\gamma }}={\frac {\tau }{\eta }}+{\frac {\dot {\tau }}{G}}}
ケルビンの固体
弾性余効を表す。
{\displaystyle \tau =G\gamma +\eta {\dot {\eta }}}
弾粘塑性
弾性、粘性、塑性全ての性質を持つ。地盤のモデルとして使われることがある。

## 電磁場の構成式
電磁気学における構成方程式は、電束密度 D と 電場の強度 E、及び、磁場の強度 H と磁束密度 B を関係付ける
{\displaystyle {\boldsymbol {D}}=\epsilon _{0}{\boldsymbol {E}}+{\boldsymbol {P}}}
{\displaystyle {\boldsymbol {B}}=\mu _{0}({\boldsymbol {H}}+{\boldsymbol {M}})}
である。それぞれの方程式において二つの異なる物理量を関係付けている誘電分極 P と磁化 M が誘電体や磁性体の材料特性を表している。線型近似の下では
{\displaystyle {\boldsymbol {P}}=\chi _{\text{e}}\epsilon _{0}{\boldsymbol {E}}}
{\displaystyle {\boldsymbol {M}}=\chi _{\text{m}}{\boldsymbol {H}}}
となり、各々の係数の電気感受率 χe と磁化率 χm が材料定数である。
力学的な構成方程式と比較すれば、誘電分極 P と磁化 M が歪みに対応し、外部電場 E と外部磁場 H（あるいは B）が応力と対応する量とみなすことができる。